# دوریان گری (فیلم ۱۹۷۰)
دوریان گری (انگلیسی: Dorian Gray) فیلمی در ژانر فانتزی به کارگردانی ماسیمو دالامانو است که در سال ۱۹۷۰ منتشر شد.

## بازیگران
- هلموت برگر
- هربرت لام
- ریچارد تاد
- مارگارت لی
- آیسا میراندا
- لئونورا روسی دراگو